# Nyíradony
Nyíradony [ňíradoň] je město ve východním Maďarsku na severovýchodě župy Hajdú-Bihar. Nachází se asi 22 km severovýchodně od Debrecínu a je správním městem stejnojmenného okresu. V roce 2018 zde žilo 7 677 obyvatel. Podle údajů z roku 2001 zde bylo 93 % obyvatel maďarské a 7 % romské národnosti.
Nejbližšími městy jsou Balkány, Hajdúsámson, Nyírbogát a Nyírlugos. Poblíže jsou též obce Nyíracsád a Nyírmihálydi.